# Grimaldiíta
La grimaldiíta es la forma mineral del oxihidróxido de cromo, CrO(OH).
Fue llamada así en 1967 por Charles Milton, Daniel E. Appleman, Edward Ching-Te Chao, Frank Cuttita, Joseph I. Dinnin, Edward J. Dwornik, Margaret Hall, Blanche L. Ingram y Harry J. Rose, Jr., en honor a Frank Saverio Grimaldi (1915-1985), quien fue químico jefe del Servicio Geológico de los Estados Unidos.

## Propiedades
La grimaldiíta es un mineral opaco o translúcido, de color rojo oscuro o pardo rojizo y brillo metálico.
Tiene una dureza entre 3,5 y 4,5 en la escala de Mohs y una densidad de 4,11 g/cm³.
El contenido en cromo de este mineral puede alcanzar el 61% (89% si se expresa como Cr2O3) y, como impurezas más comunes, puede contener cobre y aluminio.
Cristaliza en el sistema trigonal, clase hexagonal escalenoédrica (3 2/m). Asimismo, es polimorfo con la bracewellita y la guyanaíta, minerales ambos que cristalizan en el sistema ortorrómbico.

## Morfología y formación
Muy raramente forma cristales romboédricos individuales. De forma más habitual aparece como intercrecimientos paralelos con mcconnellita en cristales tabulares romboédricos, pudiendo alcanzar un tamaño de 1 mm. 
También en agregados foliares, laminares o granulares.
En la localidad tipo se encuentra en gravas aluviales como intercrecimientos de grano fino con otros oxihidróxidos de cromo.
La grimaldiíta suele estar asociada a bracewellita, eskolaíta, guyanaíta y mcconnellita.

## Yacimientos
La localidad tipo de este mineral óxido es el río Merume (Kamakusa, Guyana), enclave donde se ha encontrado eskolaíta, gahnita,  mcconnellita y «merumita» (llamada así en alusión a este emplazamiento), especie mineral hoy rechazada.
En el continente americano este mineral también está presente en los montes Otish (Quebec, Canadá), mientras que su presencia en Bolivia (mina Virgen de Surumi, Chayanta) es cuestionada.
Otros depósitos de grimaldiíta se encuentran en Sarany (óblast de Perm, Rusia) y en la ciudad-prefectura de Pu'er (Yunnan, China).
En Australia este mineral está presente en la mina Red Lead (Tasmania), antigua mina de plomo y plata actualmente explotada para la obtención de crocoíta.